# The Sonny & Cher Comedy Hour
The Sonny & Cher Comedy Hour  foi um programa humorístico apresentado por Sonny Bono e Cher, durante a década de 1970.